# تروي إتش ميدلتون
تروي إتش ميدلتون (بالإنجليزية: Troy H. Middleton)‏ هو عسكري أمريكي، ولد في 12 أكتوبر 1889 في مسيسيبي في الولايات المتحدة، وتوفي في 9 أكتوبر 1976 في باتون روج في الولايات المتحدة.